# Paris is burning
Paris is burning es el 11er episodio de la serie de televisión norteamericana Gilmore Girls.

## Resumen del episodio
Cuando Lorelai se da cuenta de que su relación con Max se ha vuelto más que seria y que Rory se está acostumbrando y encariñando bastante con él, decide terminar todo de una vez en la próxima reunión de padres y alumnos de Chilton. A Rory eso le molesta y le pregunta porqué va a hacerlo si no hay motivo, pero Lorelai no le contesta; Sookie se extraña porque su amiga quiera terminar con Max. En la escuela de padres, Lorelai se acerca a Max para devolverle un libro que le había prestado; Max intuye que Lorelai quiere terminar con ella pues lo ha evadido los últimos días. Sin embargo, Lorelai y Max se besan, y justamente Paris pasa por el salón y los ve. Como en toda la semana los alumnos de la escuela comentaban sobre el divorcio de los padres de Paris, esta les cuenta a todos en el comedor que la mamá de Rory y el profesor Medina se besaron, para que así dejen de comentar de sus problemas familiares. Cuando Rory se entera de todos los comentarios que se hacen de su madre, se enoja con ella. Emily también le reprocha su actitud a Lorelai; en tanto, Sookie invita a su proveedor de vegetales, Jackson, a cenar, y él acepta. Finalmente, cuando Lorelai y Max se citan, él dice que recibió una llamada de atención del director por su comportamiento, y le sugiere a Lorelai para darse un tiempo, lo que la deja muy triste.
- Datos: Q11697797